# Gluviopsis nigrocinctus
Espèce
Synonymes
- Gnosippus afghanus Lawrence, 1956

Gluviopsis nigrocinctus est une espèce de solifuges de la famille des Daesiidae.

## Distribution
Cette espèce se rencontre en Iran, en Turkménistan, en Afghanistan, au Tadjikistan et en Azerbaïdjan.

## Description
Le mâle décrit par Roewer en 1933 mesure 14 mm et la femelle 18 mm.

## Publication originale
- Birula, 1905 : Bemerkungen über die Ordnung der  Solifugen. I-V. Annuaire  du  Musée Zoologique de l’Académie Impériale des Sciences de St.-Pétersbourg, vol. 9, p. 391–416.